# Achatius von Quitzow
Achatius von Quitzow (* 8. August 1606 in Wiedelah bei Goslar; † 3. Oktober 1653 in Braunschweig) war Mitglied der Fruchtbringenden Gesellschaft.

## Leben
Quitzow war der Sohn von Henning von Quitzow und Katharina Engel von Alvensleben (siehe Alvensleben (Adelsgeschlecht)). Seine beiden Schwestern waren mit Kuno Ordomar von Bodenhausen bzw. mit Levin Ludwig von Hahn verheiratet. Quitzow wurde wie seine Schwägern später Mitglied der Fruchtbringenden Gesellschaft. In seiner Studentenzeit verlobte er sich mit Maria Dorothea von Alvensleben, doch diese Verbindung wurde später wieder gelöst.
Am 23. März 1617 immatrikulierte sich Quitzow an der Universität Helmstedt und im Wintersemester 1617/18 wechselte er nach Leipzig. Ab 17. August 1623 immatrikulierte sich Quitzow in Leiden und blieb dort für zwei Jahre. Anschließend führte ihn seine Cavalierstour durch Frankreich, Großbritannien und Italien. Am 8. Oktober 1627 schrieb sich Quitzow wie schon viele Cavaliere vor ihm an der Universität Siena ein.
Nach seiner Rückkehr 1628 übernahm er den Quitzowschen Familienbesitz, der seit dem Tod des Vaters 1608 von seinem Vormund verwaltet wurde, und leitete ihn bis 1631. Im Dezember 1631 zog Quitzow in den Krieg. Hans Georg von Arnim unterstellt ihm eine Reiterkompanie der kursächsischen Armee.
Anfang des Jahres 1634 war Quitzow in Anhalt stationiert und später nochmal von Dezember 1634 bis August 1635. Hier wurde er zusammen mit Georg Nitzschky und Seifried von Kayn in die Fruchtbringende Gesellschaft aufgenommen. Als Gesellschaftsname wurde ihm der Beistehende und als Devise in Speis' und Arznei verliehen. Im Köthener Gesellschaftsbuch findet man unter der Nr. 262 Quitzows Eintrag mit seinem Emblem Beifuß (Artemisia vulgaris L.) und dessen Reimgesetz, mit dem er sich bedankt:
So in der Arzteney als speisen wohl beystehet
Beyfuß der roth vnd weiß, vnd andern kreutern gehet
Weit vor in seiner krafft, Beystehend ich genandt
Damit andeuten will, dass man nit besser könne
Beystehen seiner schar, alß dass man gutes gönne
Dem nechsten ins gemein, ihm helffe wider auff
Vnd so mit nutzens frucht erhalten seinen lauff.
1636 wurde Quitzow zum Obristwachtmeister befördert. 1640 quittierte er seinen Dienst als Rittmeister und kehrte nach Braunschweig zurück.
Dort starb Achatius von Quitzow im Alter von 47 Jahren am 3. Oktober 1653.
| Personendaten    | Personendaten                                |
| ---------------- | -------------------------------------------- |
| NAME             | Quitzow, Achatius von                        |
| KURZBESCHREIBUNG | Mitglied der "Fruchtbringenden Gesellschaft" |
| GEBURTSDATUM     | 8. August 1606                               |
| GEBURTSORT       | Wiedelah                                     |
| STERBEDATUM      | 3. Oktober 1653                              |
| STERBEORT        | Braunschweig                                 |